# 에아짜이
에아짜이(중국어 정체자: 矮仔財, 백화자: É-á Châi, 1916년 11월 7일 ~ 1992년)는 대만의 배우이자 텔레비전 진행자이다.

## 영화
- 왕가류가유대만
- 의실의가